# مهرنوش (خواننده)
مهرنوش سهیلی خوانندهٔ ایرانی است. او اصالت شیرازی دارد و تا پایان دورهٔ تحصیلش در دانشگاه به همراه خانواده‌اش در شهرستان قرچک ورامین زندگی می‌کرد. مهرنوش دارای مدرک کارشناسی ارشد آمار و ریاضی از دانشگاه صنعتی اصفهان می‌باشد.
او با برنده شدن گرین کارت لاتاری به کشور آمریکا مهاجرت کرد و اکنون در شهر سن آنتونیو در ایالت تگزاس به همراه همسر وتنها فرزندش که سام نام دارد زندگی می‌کند. آهنگ «چشمات» مهرنوش با بیش از ۱۰ میلیون بازدید، در بین پربازدیدترین موزیک ویدیوهای فارسی در یوتیوب قرار دارد.

## خوانندگی
مهرنوش فعالیت حرفه‌ای خود را در تیرماه ۱۳۸۹ با انتشار اولین کلیپ خود به نام «نرو» آغاز کرد و بعد از آن با انتشار کلیپ معروف «چشمات» به سرعت به شهرت رسید. اولین آلبوم او به نام «چشمات» در بهمن همان سال و اندکی پس از انتشار آهنگ «کم میارمت» که بعد از آهنگ «چشمات» پرطرفدارترین آهنگ آلبومش بود، منتشر شد. در تهیهٔ این آلبوم کامران رسول‌زاده با آهنگ‌سازی و ترانه‌سرایی و جمال خدامی با تنظیم قطعات او را همراهی کردند.
تمامی کلیپهای آلبوم چشمات به کارگردانی سیروس کردونی است که مدیر برنامه‌های وی نیز بود و نقش بسزایی در معرفی و شهرت زودهنگام مهرنوش داشت.
مهرنوش تعلیمات آوازش را قبل از رفتن به آمریکا به مدت سه ماه در کلاس آواز میری گذراند و سه ماه هم به تعلیم صداسازی نزد مهدی شمس نیکنام پرداخت که همزمان با ضبط آلبومش در ایران بود.

## ترانه‌شناسی
| نام خواننده | نام ترانه   | ترانه‌سرا        | آهنگساز         | تنظیم      |
| ----------- | ----------- | --------------- | --------------- | ---------- |
| مهرنوش      | چشمات       | کامران رسول‌زاده | کامران رسول‌زاده | جمال خدامی |
| مهرنوش      | قدم قدم     | کامران رسول‌زاده | کامران رسول‌زاده | جمال خدامی |
| مهرنوش      | کم میارمت   | کامران رسول‌زاده | کامران رسول‌زاده | جمال خدامی |
| مهرنوش      | باور        | کامران رسول‌زاده | کامران رسول‌زاده | جمال خدامی |
| مهرنوش      | نرو         | کامران رسول‌زاده | کامران رسول‌زاده | جمال خدامی |
| مهرنوش      | کمک نمی کنه | کامران رسول‌زاده | کامران رسول‌زاده | جمال خدامی |
| مهرنوش      | زن زمستون   | کامران رسول‌زاده | کامران رسول‌زاده | جمال خدامی |
| مهرنوش      | بی تو       | کامران رسول‌زاده | کامران رسول‌زاده | جمال خدامی |
| مهرنوش      | هادین ترک   | کامران رسول‌زاده | کامران رسول‌زاده | جمال خدامی |
| مهرنوش      | تصویر       | -               | -               | -          |